# Liga Juvenil de la UEFA 2016-17
La Liga Juvenil de la UEFA 2016-17 fue la 4.ª edición de la competición. Inició el 13 de septiembre de 2016 y finalizó el 24 de abril de 2017. El campeón fue el equipo juvenil del Red Bull Salzburg, quien sumó su primer título. La competición se compone de los equipos juveniles de los 32 clubes que lograron su clasificación para la fase de grupos de la Liga de Campeones de la UEFA 2016-17 y 32 clubes que representaron a los campeones nacionales de las 32 federaciones con mejor ranking.
Para esta edición, fueron elegibles los jugadores que nacieron luego del 1 de enero de 1998.

## Distribución de equipos por Asociaciones
Un total de sesenta y cuatro equipos participarán en la Liga Juvenil de la UEFA 2016–17, procedentes de los equipos matrices pertenecientes a las asociaciones de la UEFA con competición propia de liga.
Por segunda vez, se dividió en dos rutas el acceso a las fases finales, la ruta de los equipos de la Champions League y la ruta de los Campeones Nacionales.
Los campeones nacionales de las 32 federaciones con mejor ranking según el de coeficientes de federaciones de la UEFA 2015, tienen la posibilidad de ser partes de la Liga Juvenil de la UEFA, usando el mismo ranking que se utilizó para decidir el acceso de los equipos a la UEFA Champions League y UEFA Europa League 2016/17.
|                             |                             | Equipos que entran en esta fase                                                 | Equipos que provienen de la fase anterior                          |
| --------------------------- | --------------------------- | ------------------------------------------------------------------------------- | ------------------------------------------------------------------ |
| Primera fase (32 equipos)   | Primera fase (32 equipos)   | - 32 equipos campeones de su federación                                         |                                                                    |
| Segunda fase (16 equipos)   | Segunda fase (16 equipos)   |                                                                                 | - 16 ganadores de la primera fase                                  |
| Fase de grupos (32 equipos) | Fase de grupos (32 equipos) | - 32 equipos que participan en la fase de grupos de la Champions League 2016-17 |                                                                    |
| Play-off (16 equipos)       | Play-off (16 equipos)       |                                                                                 | - 8 ganadores de la segunda fase - 8 segundos de la fase de grupos |
| Fase final (16 equipos)     | Fase final (16 equipos)     |                                                                                 | - 8 primeros de la fase de grupos - 8 ganadores del play-off       |

## Equipos
Un total de 64 clubes serán parte de la competición.

En cursiva los clubes de la ruta de Champions League que además fueron los campeones nacionales.
| Posición | Asociación           | Ruta de la UEFA Champions League                                             | Ruta de los Campeones Nacionales |
| -------- | -------------------- | ---------------------------------------------------------------------------- | -------------------------------- |
| 1        | España               | Barcelona Real Madrid Atlético Madrid Sevilla                                | Málaga                           |
| 2        | Inglaterra           | Leicester Arsenal Tottenham Manchester City                                  |                                  |
| 3        | Alemania             | Bayern de Múnich Borussia Dortmund Bayer Leverkusen Borussia Mönchengladbach |                                  |
| 4        | Italia               | Juventus Napoli                                                              | Roma                             |
| 5        | Portugal             | Benfica Sporting de Lisboa Porto                                             |                                  |
| 6        | Francia              | París Saint-Germain Lyon Mónaco                                              |                                  |
| 7        | Rusia                | CSKA Moscú Rostov                                                            | Dinamo Moscú                     |
| 8        | Ucrania              | Dinamo de Kiev                                                               |                                  |
| 9        | Países Bajos         | PSV Eindhoven                                                                | Ajax                             |
| 10       | Bélgica              | Brujas                                                                       | Anderlecht                       |
| 11       | Suiza                | Basel                                                                        | Zürich                           |
| 12       | Turquía              | Beşiktaş                                                                     | Altınordu                        |
| 13       | Grecia               |                                                                              | PAOK                             |
| 14       | República Checa      |                                                                              | Sparta Praga                     |
| 15       | Rumania              |                                                                              | Viitorul Constanța               |
| 16       | Austria              |                                                                              | Red Bull Salzburg                |
| 17       | Croacia              | Dinamo Zagreb                                                                |                                  |
| 18       | Chipre               |                                                                              | APOEL                            |
| 19       | Polonia              | Legia de Varsovia                                                            |                                  |
| 20       | Israel               |                                                                              | Maccabi Haifa                    |
| 21       | Bielorrusia          |                                                                              | Shakhtyor Soligorsk              |
| 22       | Dinamarca            | Copenhague                                                                   | Midtjylland                      |
| 23       | Escocia              | Celtic                                                                       |                                  |
| 24       | Suecia               |                                                                              | AIK                              |
| 25       | Bulgaria             | Ludogorets Razgrad                                                           | Litex Lovech                     |
| 26       | Noruega              |                                                                              | Rosenborg                        |
| 27       | Serbia               |                                                                              | Čukarički                        |
| 28       | Eslovenia            |                                                                              | Domžale                          |
| 29       | Azerbaiyán           |                                                                              | Gabala                           |
| 30       | Eslovaquia           |                                                                              | Nitra                            |
| 31       | Hungría              |                                                                              | Puskás Akadémia                  |
| 32       | Kazajistán           |                                                                              | Kairat                           |
| 33       | Moldavia             |                                                                              | Sheriff Tiraspol                 |
| 34       | Georgia              |                                                                              | Dinamo Tbilisi                   |
| 35       | Finlandia            |                                                                              | HJK Helsinki                     |
| 36       | Islandia             |                                                                              | Breiðablik                       |
| 37       | Bosnia y Herzegovina |                                                                              | Zrinjski Mostar                  |
| 39       | Macedonia            |                                                                              | Vardar                           |
| 40       | Irlanda              |                                                                              | Cork City                        |
| 41       | Montenegro           |                                                                              | Mladost Podgorica                |

## Competición

### Ruta de la UEFA Champions League
Los 32 clubes que entraron a la UEFA Champions League 2016/17, son representados en la Liga Juvenil de la UEFA 2016-17, con jugadores sub-19. Competirán en grupos con la misma configuración y calendario que la competición absoluta.
Los ocho campeones de cada grupo pasarán directo a octavos de final. Los ocho segundos pasarán a los play-offs.
|  | Equipos clasificados para los Octavos de final |
|  | Equipos repescados para los Play-Off           |

#### Grupo A
| Equipo             | Pts | PJ | PG | PE | PP | GF | GC | Dif |
| ------------------ | --- | -- | -- | -- | -- | -- | -- | --- |
| PSG                | 14  | 6  | 4  | 2  | 0  | 21 | 7  | +14 |
| Basel              | 10  | 6  | 3  | 1  | 2  | 11 | 9  | +2  |
| Arsenal            | 7   | 6  | 1  | 4  | 1  | 8  | 6  | +2  |
| Ludogorets Razgrad | 1   | 6  | 0  | 1  | 5  | 3  | 21 | -18 |

| \| Fecha \| Local \| Resultado \| Visitante \| \| ------------------------ \| ------------------- \| --------- \| ------------------- \| \| 13 de septiembre de 2016 \| París Saint-Germain \| 0:0 \| Arsenal \| \| 13 de septiembre de 2016 \| Basel \| 1:0 \| Ludogorets Razgrad \| \| 28 de septiembre de 2016 \| Ludogorets Razgrad \| 1:8 \| París Saint-Germain \| \| 28 de septiembre de 2016 \| Arsenal \| 1:2 \| Basel \| \| 19 de octubre de 2016 \| Arsenal \| 3:0 \| Ludogorets Razgrad \| \| 19 de octubre de 2016 \| París Saint-Germain \| 4:1 \| Basel \| \| 1 de noviembre de 2016 \| Ludogorets Razgrad \| 1:1 \| Arsenal \| \| 1 de noviembre de 2016 \| Basel \| 2:3 \| París Saint-Germain \| \| 23 de noviembre de 2016 \| Arsenal \| 2:2 \| París Saint-Germain \| \| 23 de noviembre de 2016 \| Ludogorets Razgrad \| 0:4 \| Basel \| \| 6 de diciembre de 2016 \| París Saint-Germain \| 4:1 \| Ludogorets Razgrad \| \| 6 de diciembre de 2016 \| Basel \| 1:1 \| Arsenal \| |                     |           |                     |
| Fecha | Local               | Resultado | Visitante           |
| 13 de septiembre de 2016 | París Saint-Germain | 0:0       | Arsenal             |
| 13 de septiembre de 2016 | Basel               | 1:0       | Ludogorets Razgrad  |
| 28 de septiembre de 2016 | Ludogorets Razgrad  | 1:8       | París Saint-Germain |
| 28 de septiembre de 2016 | Arsenal             | 1:2       | Basel               |
| 19 de octubre de 2016 | Arsenal             | 3:0       | Ludogorets Razgrad  |
| 19 de octubre de 2016 | París Saint-Germain | 4:1       | Basel               |
| 1 de noviembre de 2016 | Ludogorets Razgrad  | 1:1       | Arsenal             |
| 1 de noviembre de 2016 | Basel               | 2:3       | París Saint-Germain |
| 23 de noviembre de 2016 | Arsenal             | 2:2       | París Saint-Germain |
| 23 de noviembre de 2016 | Ludogorets Razgrad  | 0:4       | Basel               |
| 6 de diciembre de 2016 | París Saint-Germain | 4:1       | Ludogorets Razgrad  |
| 6 de diciembre de 2016 | Basel               | 1:1       | Arsenal             |

#### Grupo B
| Equipo      | Pts | PJ | PG | PE | PP | GF | GC | Dif. |
| ----------- | --- | -- | -- | -- | -- | -- | -- | ---- |
| Dinamo Kiev | 16  | 6  | 5  | 1  | 0  | 16 | 7  | +9   |
| Benfica     | 10  | 6  | 3  | 1  | 2  | 10 | 6  | +4   |
| Napoli      | 4   | 6  | 1  | 1  | 4  | 6  | 13 | -7   |
| Beşiktaş    | 3   | 6  | 0  | 3  | 3  | 6  | 12 | -6   |

| \| Fecha \| Local \| Resultado \| Visitante \| \| ------------------------ \| ----------- \| --------- \| ----------- \| \| 13 de septiembre de 2016 \| Dinamo Kiev \| 4:1 \| Napoli \| \| 13 de septiembre de 2016 \| Benfica \| 0:0 \| Beşiktaş \| \| 28 de septiembre de 2016 \| Beşiktaş \| 3:3 \| Dinamo Kiev \| \| 28 de septiembre de 2016 \| Napoli \| 2:3 \| Benfica \| \| 19 de octubre de 2016 \| Napoli \| 2:2 \| Beşiktaş \| \| 19 de octubre de 2016 \| Dinamo Kiev \| 2:1 \| Benfica \| \| 1 de noviembre de 2016 \| Beşiktaş \| 0:1 \| Napoli \| \| 1 de noviembre de 2016 \| Benfica \| 1:2 \| Dinamo Kiev \| \| 23 de noviembre de 2016 \| Napoli \| 0:2 \| Dinamo Kiev \| \| 23 de noviembre de 2016 \| Beşiktaş \| 0:3 \| Benfica \| \| 6 de diciembre de 2016 \| Dinamo Kiev \| 2:1 \| Beşiktaş \| \| 6 de diciembre de 2016 \| Benfica \| 2:0 \| Napoli \| |             |           |             |
| Fecha | Local       | Resultado | Visitante   |
| 13 de septiembre de 2016 | Dinamo Kiev | 4:1       | Napoli      |
| 13 de septiembre de 2016 | Benfica     | 0:0       | Beşiktaş    |
| 28 de septiembre de 2016 | Beşiktaş    | 3:3       | Dinamo Kiev |
| 28 de septiembre de 2016 | Napoli      | 2:3       | Benfica     |
| 19 de octubre de 2016 | Napoli      | 2:2       | Beşiktaş    |
| 19 de octubre de 2016 | Dinamo Kiev | 2:1       | Benfica     |
| 1 de noviembre de 2016 | Beşiktaş    | 0:1       | Napoli      |
| 1 de noviembre de 2016 | Benfica     | 1:2       | Dinamo Kiev |
| 23 de noviembre de 2016 | Napoli      | 0:2       | Dinamo Kiev |
| 23 de noviembre de 2016 | Beşiktaş    | 0:3       | Benfica     |
| 6 de diciembre de 2016 | Dinamo Kiev | 2:1       | Beşiktaş    |
| 6 de diciembre de 2016 | Benfica     | 2:0       | Napoli      |

#### Grupo C
| Equipo                   | Pts | PJ | PG | PE | PP | GF | GC | Dif. |
| ------------------------ | --- | -- | -- | -- | -- | -- | -- | ---- |
| Barcelona                | 15  | 6  | 5  | 0  | 1  | 13 | 5  | +8   |
| Manchester City          | 12  | 6  | 4  | 0  | 2  | 13 | 7  | +6   |
| Borussia Mönchengladbach | 7   | 6  | 2  | 1  | 3  | 10 | 12 | -2   |
| Celtic Football Club     | 1   | 6  | 0  | 1  | 5  | 6  | 18 | -12  |

| \| Fecha \| Local \| Resultado \| Visitante \| \| ------------------------ \| ------------------------ \| --------- \| ------------------------ \| \| 13 de septiembre de 2016 \| Barcelona \| 2:1 \| Celtic \| \| 13 de septiembre de 2016 \| Manchester City \| 4:1 \| Borussia Mönchengladbach \| \| 28 de septiembre de 2016 \| Borussia Mönchengladbach \| 1:3 \| Barcelona \| \| 28 de septiembre de 2016 \| Celtic \| 0:4 \| Manchester City \| \| 19 de octubre de 2016 \| Celtic \| 1:1 \| Borussia Mönchengladbach \| \| 19 de octubre de 2016 \| Barcelona \| 1:0 \| Manchester City \| \| 1 de noviembre de 2016 \| Borussia Mönchengladbach \| 4:1 \| Celtic \| \| 1 de noviembre de 2016 \| Manchester City \| 0:2 \| Barcelona \| \| 23 de noviembre de 2016 \| Borussia Mönchengladbach \| 1:2 \| Manchester City \| \| 23 de noviembre de 2016 \| Celtic \| 1:4 \| Barcelona \| \| 6 de diciembre de 2016 \| Barcelona \| 1:2 \| Borussia Mönchengladbach \| \| 6 de diciembre de 2016 \| Manchester City \| 3:2 \| Celtic \| |                          |           |                          |
| Fecha | Local                    | Resultado | Visitante                |
| 13 de septiembre de 2016 | Barcelona                | 2:1       | Celtic                   |
| 13 de septiembre de 2016 | Manchester City          | 4:1       | Borussia Mönchengladbach |
| 28 de septiembre de 2016 | Borussia Mönchengladbach | 1:3       | Barcelona                |
| 28 de septiembre de 2016 | Celtic                   | 0:4       | Manchester City          |
| 19 de octubre de 2016 | Celtic                   | 1:1       | Borussia Mönchengladbach |
| 19 de octubre de 2016 | Barcelona                | 1:0       | Manchester City          |
| 1 de noviembre de 2016 | Borussia Mönchengladbach | 4:1       | Celtic                   |
| 1 de noviembre de 2016 | Manchester City          | 0:2       | Barcelona                |
| 23 de noviembre de 2016 | Borussia Mönchengladbach | 1:2       | Manchester City          |
| 23 de noviembre de 2016 | Celtic                   | 1:4       | Barcelona                |
| 6 de diciembre de 2016 | Barcelona                | 1:2       | Borussia Mönchengladbach |
| 6 de diciembre de 2016 | Manchester City          | 3:2       | Celtic                   |

#### Grupo D
| Equipo             | Pts | PJ | PG | PE | PP | GF | GC | Dif |
| ------------------ | --- | -- | -- | -- | -- | -- | -- | --- |
| PSV Eindhoven      | 13  | 6  | 4  | 1  | 1  | 16 | 2  | +14 |
| Atlético de Madrid | 11  | 6  | 3  | 2  | 1  | 8  | 5  | +3  |
| Bayern Múnich      | 10  | 6  | 3  | 1  | 2  | 9  | 8  | +1  |
| Rostov             | 0   | 6  | 0  | 0  | 6  | 3  | 21 | -18 |

| \| Fecha \| Local \| Resultado \| Visitante \| \| ------------------------ \| ------------------ \| --------- \| ------------------ \| \| 13 de septiembre de 2016 \| PSV Eindhoven \| 0:0 \| Atlético de Madrid \| \| 13 de septiembre de 2016 \| Bayern de Múnich \| 4:2 \| Rostov \| \| 28 de septiembre de 2016 \| Atlético de Madrid \| 1:3 \| Bayern de Múnich \| \| 28 de septiembre de 2016 \| Rostov \| 0:6 \| PSV Eindhoven \| \| 19 de octubre de 2016 \| Bayern de Múnich \| 0:2 \| PSV Eindhoven \| \| 19 de octubre de 2016 \| Rostov \| 1:3 \| Atlético de Madrid \| \| 1 de noviembre de 2016 \| PSV Eindhoven \| 2:0 \| Bayern de Múnich \| \| 1 de noviembre de 2016 \| Atlético de Madrid \| 1:0 \| Rostov \| \| 23 de noviembre de 2016 \| Atlético de Madrid \| 2:0. \| PSV Eindhoven \| \| 23 de noviembre de 2016 \| Rostov \| 0:1 \| Bayern de Múnich \| \| 6 de diciembre de 2016 \| PSV Eindhoven \| 6:0 \| Rostov \| \| 6 de diciembre de 2016 \| Bayern de Múnich \| 1:1 \| Atlético de Madrid \| |                    |           |                    |
| Fecha | Local              | Resultado | Visitante          |
| 13 de septiembre de 2016 | PSV Eindhoven      | 0:0       | Atlético de Madrid |
| 13 de septiembre de 2016 | Bayern de Múnich   | 4:2       | Rostov             |
| 28 de septiembre de 2016 | Atlético de Madrid | 1:3       | Bayern de Múnich   |
| 28 de septiembre de 2016 | Rostov             | 0:6       | PSV Eindhoven      |
| 19 de octubre de 2016 | Bayern de Múnich   | 0:2       | PSV Eindhoven      |
| 19 de octubre de 2016 | Rostov             | 1:3       | Atlético de Madrid |
| 1 de noviembre de 2016 | PSV Eindhoven      | 2:0       | Bayern de Múnich   |
| 1 de noviembre de 2016 | Atlético de Madrid | 1:0       | Rostov             |
| 23 de noviembre de 2016 | Atlético de Madrid | 2:0.      | PSV Eindhoven      |
| 23 de noviembre de 2016 | Rostov             | 0:1       | Bayern de Múnich   |
| 6 de diciembre de 2016 | PSV Eindhoven      | 6:0       | Rostov             |
| 6 de diciembre de 2016 | Bayern de Múnich   | 1:1       | Atlético de Madrid |

#### Grupo E
| Equipo           | Pts | PJ | PG | PE | PP | GF | GC | Dif. |
| ---------------- | --- | -- | -- | -- | -- | -- | -- | ---- |
| CSKA Moscú       | 13  | 6  | 4  | 1  | 1  | 15 | 6  | +9   |
| Mónaco           | 12  | 6  | 4  | 0  | 2  | 10 | 14 | -4   |
| Bayer Leverkusen | 6   | 6  | 2  | 0  | 4  | 9  | 10 | -1   |
| Tottenham        | 4   | 6  | 1  | 1  | 4  | 8  | 12 | -4   |

| \| Fecha \| Local \| Resultado \| Visitante \| \| ------------------------ \| ----------------- \| --------- \| ----------------- \| \| 14 de septiembre de 2016 \| Bayer Leverkusen \| 2:1 \| CSKA Moscú \| \| 14 de septiembre de 2016 \| Tottenham Hotspur \| 2:3 \| Mónaco \| \| 27 de septiembre de 2016 \| CSKA Moscú \| 3:2 \| Tottenham Hotspur \| \| 27 de septiembre de 2016 \| Mónaco \| 2:1 \| Bayer Leverkusen \| \| 18 de octubre de 2016 \| Bayer Leverkusen \| 3:1 \| Tottenham Hotspur \| \| 18 de octubre de 2016 \| CSKA Moscú \| 4:1 \| Mónaco \| \| 2 de noviembre de 2016 \| Tottenham Hotspur \| 2:1 \| Bayer Leverkusen \| \| 2 de noviembre de 2016 \| Mónaco \| 0:5 \| CSKA Moscú \| \| 22 de noviembre de 2016 \| Mónaco \| 2:1 \| Tottenham Hotspur \| \| 22 de noviembre de 2016 \| CSKA Moscú \| 2:1 \| Bayer Leverkusen \| \| 7 de diciembre de 2016 \| Bayer Leverkusen \| 1:2 \| Mónaco \| \| 7 de diciembre de 2016 \| Tottenham Hotspur \| 0:0 \| CSKA Moscú \| |                   |           |                   |
| Fecha | Local             | Resultado | Visitante         |
| 14 de septiembre de 2016 | Bayer Leverkusen  | 2:1       | CSKA Moscú        |
| 14 de septiembre de 2016 | Tottenham Hotspur | 2:3       | Mónaco            |
| 27 de septiembre de 2016 | CSKA Moscú        | 3:2       | Tottenham Hotspur |
| 27 de septiembre de 2016 | Mónaco            | 2:1       | Bayer Leverkusen  |
| 18 de octubre de 2016 | Bayer Leverkusen  | 3:1       | Tottenham Hotspur |
| 18 de octubre de 2016 | CSKA Moscú        | 4:1       | Mónaco            |
| 2 de noviembre de 2016 | Tottenham Hotspur | 2:1       | Bayer Leverkusen  |
| 2 de noviembre de 2016 | Mónaco            | 0:5       | CSKA Moscú        |
| 22 de noviembre de 2016 | Mónaco            | 2:1       | Tottenham Hotspur |
| 22 de noviembre de 2016 | CSKA Moscú        | 2:1       | Bayer Leverkusen  |
| 7 de diciembre de 2016 | Bayer Leverkusen  | 1:2       | Mónaco            |
| 7 de diciembre de 2016 | Tottenham Hotspur | 0:0       | CSKA Moscú        |

#### Grupo F
| Equipo             | Pts | PJ | PG | PE | PP | GF | GC | Dif. |
| ------------------ | --- | -- | -- | -- | -- | -- | -- | ---- |
| Real Madrid        | 13  | 6  | 4  | 1  | 1  | 15 | 10 | +5   |
| Borussia Dortmund  | 8   | 6  | 2  | 2  | 2  | 11 | 11 | 0    |
| Sporting de Lisboa | 6   | 6  | 1  | 3  | 2  | 6  | 9  | -3   |
| Legia Varsovia     | 5   | 6  | 1  | 2  | 3  | 10 | 12 | -2   |

| \| Fecha \| Local \| Resultado \| Visitante \| \| ------------------------ \| ------------------ \| --------- \| ------------------ \| \| 14 de septiembre de 2016 \| Legia Varsovia \| 0:2 \| Borussia Dortmund \| \| 14 de septiembre de 2016 \| Real Madrid \| 1:1 \| Sporting de Lisboa \| \| 27 de septiembre de 2016 \| Borussia Dortmund \| 2:5 \| Real Madrid \| \| 27 de septiembre de 2016 \| Sporting de Lisboa \| 2:2 \| Legia Varsovia \| \| 18 de octubre de 2016 \| Sporting de Lisboa \| 1:1 \| Borussia Dortmund \| \| 18 de octubre de 2016 \| Real Madrid \| 3:2 \| Legia Varsovia \| \| 2 de noviembre de 2016 \| Legia Varsovia \| 1:2 \| Real Madrid \| \| 2 de noviembre de 2016 \| Borussia Dortmund \| 0:1 \| Sporting de Lisboa \| \| 22 de noviembre de 2016 \| Sporting de Lisboa \| 1:3 \| Real Madrid \| \| 22 de noviembre de 2016 \| Borussia Dortmund \| 3:3 \| Legia Varsovia \| \| 7 de diciembre de 2016 \| Real Madrid \| 1:3 \| Borussia Dortmund \| \| 7 de diciembre de 2016 \| Legia Varsovia \| 2:0 \| Sporting de Lisboa \| |                    |           |                    |
| Fecha | Local              | Resultado | Visitante          |
| 14 de septiembre de 2016 | Legia Varsovia     | 0:2       | Borussia Dortmund  |
| 14 de septiembre de 2016 | Real Madrid        | 1:1       | Sporting de Lisboa |
| 27 de septiembre de 2016 | Borussia Dortmund  | 2:5       | Real Madrid        |
| 27 de septiembre de 2016 | Sporting de Lisboa | 2:2       | Legia Varsovia     |
| 18 de octubre de 2016 | Sporting de Lisboa | 1:1       | Borussia Dortmund  |
| 18 de octubre de 2016 | Real Madrid        | 3:2       | Legia Varsovia     |
| 2 de noviembre de 2016 | Legia Varsovia     | 1:2       | Real Madrid        |
| 2 de noviembre de 2016 | Borussia Dortmund  | 0:1       | Sporting de Lisboa |
| 22 de noviembre de 2016 | Sporting de Lisboa | 1:3       | Real Madrid        |
| 22 de noviembre de 2016 | Borussia Dortmund  | 3:3       | Legia Varsovia     |
| 7 de diciembre de 2016 | Real Madrid        | 1:3       | Borussia Dortmund  |
| 7 de diciembre de 2016 | Legia Varsovia     | 2:0       | Sporting de Lisboa |

#### Grupo G
| Equipo         | Pts | PJ | PG | PE | PP | GF | GC | Dif. |
| -------------- | --- | -- | -- | -- | -- | -- | -- | ---- |
| Oporto         | 12  | 6  | 4  | 0  | 2  | 12 | 8  | +4   |
| Copenhague     | 10  | 6  | 3  | 1  | 2  | 12 | 10 | +2   |
| Brujas         | 10  | 6  | 3  | 1  | 2  | 8  | 9  | -1   |
| Leicester City | 3   | 6  | 1  | 0  | 5  | 9  | 14 | -5   |

| \| Fecha \| Local \| Resultado \| Visitante \| \| ------------------------ \| -------------- \| --------- \| -------------- \| \| 14 de septiembre de 2016 \| Oporto \| 4:1 \| Copenhague \| \| 14 de septiembre de 2016 \| Brujas \| 2:1 \| Leicester City \| \| 27 de septiembre de 2016 \| Leicester City \| 0:2 \| Oporto \| \| 27 de septiembre de 2016 \| Copenhague \| 0:0 \| Brujas \| \| 18 de octubre de 2016 \| Leicester City \| 3:2 \| Copenhague \| \| 18 de octubre de 2016 \| Brujas \| 0:2 \| Oporto \| \| 2 de noviembre de 2016 \| Copenhague \| 3:2 \| Leicester City \| \| 2 de noviembre de 2016 \| Oporto \| 1:3 \| Brujas \| \| 22 de noviembre de 2016 \| Copenhague \| 3:1 \| Oporto \| \| 22 de noviembre de 2016 \| Leicester City \| 2:3 \| Brujas \| \| 7 de diciembre de 2016 \| Oporto \| 2:1 \| Leicester City \| \| 7 de diciembre de 2016 \| Brujas \| 0:3 \| Copenhague \| |                |           |                |
| Fecha | Local          | Resultado | Visitante      |
| 14 de septiembre de 2016 | Oporto         | 4:1       | Copenhague     |
| 14 de septiembre de 2016 | Brujas         | 2:1       | Leicester City |
| 27 de septiembre de 2016 | Leicester City | 0:2       | Oporto         |
| 27 de septiembre de 2016 | Copenhague     | 0:0       | Brujas         |
| 18 de octubre de 2016 | Leicester City | 3:2       | Copenhague     |
| 18 de octubre de 2016 | Brujas         | 0:2       | Oporto         |
| 2 de noviembre de 2016 | Copenhague     | 3:2       | Leicester City |
| 2 de noviembre de 2016 | Oporto         | 1:3       | Brujas         |
| 22 de noviembre de 2016 | Copenhague     | 3:1       | Oporto         |
| 22 de noviembre de 2016 | Leicester City | 2:3       | Brujas         |
| 7 de diciembre de 2016 | Oporto         | 2:1       | Leicester City |
| 7 de diciembre de 2016 | Brujas         | 0:3       | Copenhague     |

#### Grupo H
| Equipo            | Pts | PJ | PG | PE | PP | GF | GC | Dif. |
| ----------------- | --- | -- | -- | -- | -- | -- | -- | ---- |
| Sevilla           | 10  | 6  | 3  | 1  | 2  | 9  | 8  | +1   |
| Juventus          | 9   | 6  | 3  | 0  | 3  | 8  | 5  | +3   |
| Olympique de Lyon | 9   | 6  | 3  | 0  | 3  | 6  | 7  | -1   |
| Dinamo Zagreb     | 7   | 6  | 2  | 1  | 3  | 7  | 10 | -3   |

| \| Fecha \| Local \| Resultado \| Visitante \| \| ------------------------ \| ----------------- \| --------- \| ----------------- \| \| 14 de septiembre de 2016 \| Juventus \| 2:1 \| Sevilla \| \| 14 de septiembre de 2016 \| Olympique de Lyon \| 2:0 \| Dinamo Zagreb \| \| 27 de septiembre de 2016 \| Sevilla \| 2:1 \| Olympique de Lyon \| \| 27 de septiembre de 2016 \| Dinamo Zagreb \| 2:1 \| Juventus \| \| 18 de octubre de 2016 \| Dinamo Zagreb \| 2:4 \| Sevilla \| \| 18 de octubre de 2016 \| Olympique de Lyon \| 0:3 \| Juventus \| \| 2 de noviembre de 2016 \| Juventus \| 0:1 \| Olympique de Lyon \| \| 2 de noviembre de 2016 \| Sevilla \| 1:1 \| Dinamo Zagreb \| \| 22 de noviembre de 2016 \| Sevilla \| 0:2 \| Juventus \| \| 22 de noviembre de 2016 \| Dinamo Zagreb \| 1:2 \| Olympique de Lyon \| \| 7 de diciembre de 2016 \| Juventus \| 0:1 \| Dinamo Zagreb \| \| 7 de diciembre de 2016 \| Olympique de Lyon \| 0:1 \| Sevilla \| |                   |           |                   |
| Fecha | Local             | Resultado | Visitante         |
| 14 de septiembre de 2016 | Juventus          | 2:1       | Sevilla           |
| 14 de septiembre de 2016 | Olympique de Lyon | 2:0       | Dinamo Zagreb     |
| 27 de septiembre de 2016 | Sevilla           | 2:1       | Olympique de Lyon |
| 27 de septiembre de 2016 | Dinamo Zagreb     | 2:1       | Juventus          |
| 18 de octubre de 2016 | Dinamo Zagreb     | 2:4       | Sevilla           |
| 18 de octubre de 2016 | Olympique de Lyon | 0:3       | Juventus          |
| 2 de noviembre de 2016 | Juventus          | 0:1       | Olympique de Lyon |
| 2 de noviembre de 2016 | Sevilla           | 1:1       | Dinamo Zagreb     |
| 22 de noviembre de 2016 | Sevilla           | 0:2       | Juventus          |
| 22 de noviembre de 2016 | Dinamo Zagreb     | 1:2       | Olympique de Lyon |
| 7 de diciembre de 2016 | Juventus          | 0:1       | Dinamo Zagreb     |
| 7 de diciembre de 2016 | Olympique de Lyon | 0:1       | Sevilla           |

### Ruta de los Campeones Nacionales
Los campeones nacionales de las 32 federaciones con mejor ranking, según el de coeficientes de federaciones de la UEFA 2015, serán representados en la Liga Juvenil de la UEFA 2016-17, con jugadores sub-19. Competirán en dos rondas eliminatorias a doble partido y no habrá cabezas de serie. Los ocho ganadores pasan a los play-offs.

#### Primera ronda
Los partidos de ida se jugarán el 21, 27, 28 de septiembre y el 5 de octubre, mientras que los de vuelta el 18 y 19 de octubre de 2016.
En negrita los equipos clasificados.
| Equipo local ida   | Resultado | Equipo visitante ida | Ida | Vuelta |
| ------------------ | --------- | -------------------- | --- | ------ |
| Nitra              | 2:8       | Málaga               | 2:3 | 0:5    |
| Puskás Akadémia    | 1:1 (v)   | PAOK                 | 1:1 | 0:0    |
| APOEL              | 1:9       | Roma                 | 0:3 | 1:6    |
| Domžale            | 2:5       | Čukarički            | 1:1 | 1:4    |
| Breiðablik         | 0:7       | Ájax                 | 0:3 | 0:4    |
| HJK                | 0:1       | Cork City            | 0:0 | 0:1    |
| Anderlecht         | 1:3       | Midtjylland          | 0:0 | 1:3    |
| Rosenborg          | 3:1       | AIK                  | 0:0 | 3:1    |
| Viitorul Constanța | 5:1       | Sheriff Tiraspol     | 4:1 | 1:0    |
| Zrinjski Mostar    | 0:9       | Zürich               | 0:3 | 0:6    |
| Red Bull Salzburg  | 8:0       | Vardar               | 5:0 | 3:0    |
| Sparta Praga       | 9:0       | Mladost Podgorica    | 4:0 | 5:0    |
| Gabala             | 0:7       | Dynamo Moscow        | 0:2 | 0:5    |
| Maccabi Haifa      | 8:2       | Shakhtyor Soligorsk  | 5:0 | 3:2    |
| Dinamo Tbilisi     | 1:8       | Kairat               | 0:3 | 1:5    |
| Altınordu          | 6:1       | Levski Sofia         | 5:0 | 1:1    |

#### Segunda ronda
Los partidos de ida se jugarán el 2, 9 y 16 de noviembre, mientras que los de vuelta el 23 y 30 de noviembre de 2016.
En negrita los equipos clasificados.
| Equipo local ida   | Resultado | Equipo visitante ida | Ida | Vuelta |
| ------------------ | --------- | -------------------- | --- | ------ |
| PAOK               | 1:4       | Ajax                 | 0:2 | 1:2    |
| Roma               | 4:1       | Cork City            | 3:1 | 1:0    |
| Málaga             | 2:4       | Midtjylland          | 2:0 | 0:4    |
| Rosenborg          | 2:1       | Čukarički            | 0:1 | 2:0    |
| Altinordu          | 8:5       | Sparta Praha         | 6:2 | 2:3    |
| Viitorul Constanța | 5:2       | Zürich               | 5:0 | 0:2    |
| Maccabi Haifa      | p 1:1     | Dynamo Moscow        | 0:0 | 1:1    |
| Red Bull Salzburg  | 9:1       | Kairat               | 8:1 | 1:0    |

p=pasa por anotar goles en campo contrario

### Play-offs
Los ocho campeones de la ruta de los Campeones Nacionales jugaron como locales ante los ocho segundos de la ruta de la UEFA Champions League en eliminatorias a partido único, que decidieron los ocho equipos restantes para octavos de final.
| Ruta de campeones nacionales: - Ajax - Roma - Midtjylland - Rosenborg - Altinordu - Viitorul Constanța - Maccabi Haifa - Red Bull Salzburg | Ruta de la UEFA Champions League: - Basel - Benfica - Manchester City - Atlético Madrid - Mónaco - Borussia Dortmund - Copenhague - Juventus |

### Fase final
Los ganadores de cada grupos en la fase de grupos y los vencedores de los Play-Offs se enfrentarán en octavos de final.
| Ganadores de la fase de grupos: - PSG - Dinamo Kiev - Barcelona - PSV Eindhoven - CSKA Moscú - Real Madrid - Oporto - Sevilla | Ganadores de la eliminatoria: - Ajax - Mónaco - Red Bull Salzburg - Rosenborg - Atlético Madrid - Viitorul Constanța - Borussia Dortmund - Benfica |

## Cuadro hasta la final
|  | Octavos de final   | Octavos de final   |                   |       | Cuartos de final | Cuartos de final |  |  | Semifinales | Semifinales |  |  | Final                               | Final                               |
|  | 21 y 22 de febrero | 21 y 22 de febrero |                   |       | 7 y 8 de marzo   | 7 y 8 de marzo   |  |  | 21 de abril | 21 de abril |  |  | 24 de abril, Colovray Stadium, Nyon | 24 de abril, Colovray Stadium, Nyon |
|  |                    |                    |                   |       |                  |                  |  |  |             |             |  |  |                                     |                                     |
|  |                    |                    |                   |       |                  |                  |  |  |             |             |  |  |                                     |                                     |
|  |                    |                    |                   |       |                  |                  |  |  |             |             |  |  |                                     |                                     |
|  | A. S. Monaco F. C. | 3                  |                   |       |                  |                  |  |  |             |             |  |  |                                     |                                     |
|  | A. S. Monaco F. C. | 3                  |                   |       |                  |                  |  |  |             |             |  |  |                                     |                                     |
|  | Real Madrid C. F.  | 4                  |                   |       |                  |                  |  |  |             |             |  |  |                                     |                                     |
|  | Real Madrid C. F.  | 4                  | Real Madrid C. F. | 2     |                  |                  |  |  |             |             |  |  |                                     |                                     |
|  |                    |                    |                   | 2     |                  |                  |  |  |             |             |  |  |                                     |                                     |
|  |                    | A. F. C. Ajax      | 1                 |       |                  |                  |  |  |             |             |  |  |                                     |                                     |
|  | A. F. C. Ajax      | A. F. C. Ajax      | 1                 | 3     |                  |                  |  |  |             |             |  |  |                                     |                                     |
|  | A. F. C. Ajax      |                    |                   | 3     |                  |                  |  |  |             |             |  |  |                                     |                                     |
|  | F. K. Dynamo Kiev  | 0                  |                   |       |                  |                  |  |  |             |             |  |  |                                     |                                     |
|  | F. K. Dynamo Kiev  | 0                  | Real Madrid C. F. | 2     |                  |                  |  |  |             |             |  |  |                                     |                                     |
|  |                    |                    |                   | 2     |                  |                  |  |  |             |             |  |  |                                     |                                     |
|  |                    | S. L. Benfica      | 4                 |       |                  |                  |  |  |             |             |  |  |                                     |                                     |
|  | CSKA Moscú         | S. L. Benfica      | 4                 | 2     |                  |                  |  |  |             |             |  |  |                                     |                                     |
|  | CSKA Moscú         |                    |                   | 2     |                  |                  |  |  |             |             |  |  |                                     |                                     |
|  | Rosenborg B. K.    | 1                  |                   |       |                  |                  |  |  |             |             |  |  |                                     |                                     |
|  | Rosenborg B. K.    | 1                  | CSKA Moscú        | 0     |                  |                  |  |  |             |             |  |  |                                     |                                     |
|  |                    |                    |                   | 0     |                  |                  |  |  |             |             |  |  |                                     |                                     |
|  |                    | S. L. Benfica      | 2                 |       |                  |                  |  |  |             |             |  |  |                                     |                                     |
|  | PSV Eindhoven      | S. L. Benfica      | 2                 | 1 (4) |                  |                  |  |  |             |             |  |  |                                     |                                     |
|  | PSV Eindhoven      |                    |                   | 1 (4) |                  |                  |  |  |             |             |  |  |                                     |                                     |
|  | S. L. Benfica      | 1 (5)              |                   |       |                  |                  |  |  |             |             |  |  |                                     |                                     |
|  | S. L. Benfica      | 1 (5)              | S. L. Benfica     | 1     |                  |                  |  |  |             |             |  |  |                                     |                                     |
|  |                    |                    |                   | 1     |                  |                  |  |  |             |             |  |  |                                     |                                     |
|  |                    | F. C. Salzburg     | 2                 |       |                  |                  |  |  |             |             |  |  |                                     |                                     |
|  | Barcelona          | F. C. Salzburg     | 2                 | 4     |                  |                  |  |  |             |             |  |  |                                     |                                     |
|  | Barcelona          |                    |                   | 4     |                  |                  |  |  |             |             |  |  |                                     |                                     |
|  | B. V. Borussia     | 1                  |                   |       |                  |                  |  |  |             |             |  |  |                                     |                                     |
|  | B. V. Borussia     | 1                  | Barcelona         | 2     |                  |                  |  |  |             |             |  |  |                                     |                                     |
|  |                    |                    |                   | 2     |                  |                  |  |  |             |             |  |  |                                     |                                     |
|  |                    | F. C. Oporto       | 1                 |       |                  |                  |  |  |             |             |  |  |                                     |                                     |
|  | F. C. Oporto       | F. C. Oporto       | 1                 | 3     |                  |                  |  |  |             |             |  |  |                                     |                                     |
|  | F. C. Oporto       |                    |                   | 3     |                  |                  |  |  |             |             |  |  |                                     |                                     |
|  | F. C. Viitorul     | 0                  |                   |       |                  |                  |  |  |             |             |  |  |                                     |                                     |
|  | F. C. Viitorul     | 0                  | Barcelona         | 1     |                  |                  |  |  |             |             |  |  |                                     |                                     |
|  |                    |                    |                   | 1     |                  |                  |  |  |             |             |  |  |                                     |                                     |
|  |                    | F. C. Salzburg     | 2                 |       |                  |                  |  |  |             |             |  |  |                                     |                                     |
|  | F. C. Salzburg     | F. C. Salzburg     | 2                 | 5     |                  |                  |  |  |             |             |  |  |                                     |                                     |
|  | F. C. Salzburg     |                    |                   | 5     |                  |                  |  |  |             |             |  |  |                                     |                                     |
|  | PSG                | 0                  |                   |       |                  |                  |  |  |             |             |  |  |                                     |                                     |
|  | PSG                | 0                  | F. C. Salzburg    | 2     |                  |                  |  |  |             |             |  |  |                                     |                                     |
|  |                    |                    |                   | 2     |                  |                  |  |  |             |             |  |  |                                     |                                     |
|  |                    | Atlético de Madrid | 1                 |       |                  |                  |  |  |             |             |  |  |                                     |                                     |
|  | Atlético de Madrid | Atlético de Madrid | 1                 | 3     |                  |                  |  |  |             |             |  |  |                                     |                                     |
|  | Atlético de Madrid |                    |                   | 3     |                  |                  |  |  |             |             |  |  |                                     |                                     |
|  | Sevilla F. C.      | 2                  |                   |       |                  |                  |  |  |             |             |  |  |                                     |                                     |
|  | Sevilla F. C.      | 2                  |                   |       |                  |                  |  |  |             |             |  |  |                                     |                                     |

### Octavos de final
| 22 de febrero de 2017, 12:00 | CSKA Moscú                       | 2:1 (1:1) | Rosenborg   | Stadium Oktyabr Artificial Turf, Moscú |                           |
|                              | - Zhamaletdinov 26' - Pukhov 89' | Reporte   | - 36' Vinje | Árbitro(s): Mete Kalkavan              | Árbitro(s): Mete Kalkavan |

| 21 de febrero de 2017, 16:00 | Atlético Madrid                                | 3:2 (1:0) | Sevilla       | Cerro del Espino, Majadahonda |                           |
|                              | - Acosta 13' - Salomón 63' - Clemente Mues 86' | Reporte   | - 57' 83' Amo | Árbitro(s): Benoît Millot     | Árbitro(s): Benoît Millot |

| 22 de febrero de 2017, 18:00 | Barcelona                                            | 4:1 (1:1) | Borussia Dortmund | Miniestadi, Barcelona        |                              |
|                              | - Carles Pérez 41' - Ruiz 51' - Lee 62' - Mboula 68' | Reporte   | - 6' Wanner       | Árbitro(s): Alexander Harkam | Árbitro(s): Alexander Harkam |

| 21 de febrero de 2017, 18:00 | Ajax                               | 3:0 (1:0) | Dinamo Kiev | Sportpark De Toekomst, Duivendrecht |                                 |
|                              | - Sierhuis 11' 87' - D. de Wit 62' | Reporte   |             | Árbitro(s): Alejandro Hernández     | Árbitro(s): Alejandro Hernández |

| 22 de febrero de 2017, 16:00 | Mónaco                                        | 3:4 (2:0) | Real Madrid                                          | Estadio Luis II, Mónaco       |                               |
|                              | - Cardona 24' - Mbae 33' - Bongiovanni 90'+4' | Reporte   | - 57' 90' Peeters - 67' Sergio Díaz - 71' Dani Gómez | Árbitro(s): Christian Dingert | Árbitro(s): Christian Dingert |

| 21 de febrero de 2017, 18:00 | Red Bull Salzburg                           | 5:0 (3:0) | PSG | Red Bull Arena, Salzburgo  |                            |
|                              | - Wolf 15' - Filip 31' 34' 61' - Mensah 73' | Reporte   |     | Árbitro(s): Sandro Schärer | Árbitro(s): Sandro Schärer |

| 21 de febrero de 2017, 18:00 | PSV Eindhoven                                         | 1:1 (1:0)                  | Benfica                                                                               | Philips Stadion, Eindhoven |                           |
|                              | - Piroe 44'                                           | Reporte                    | - 47' João Félix                                                                      | Árbitro(s): Radu Petrescu  | Árbitro(s): Radu Petrescu |
|                              |                                                       | Tiros desde el punto penal |                                                                                       |                            |                           |
|                              | - Rigo - Sadílek - Lammers - Soulas - Piroe - Konings |                            | - Rúben Dias - Diogo Gonçalves - Gedson Fernandes< - Diogo Mendes - José Gomes - Buta |                            |                           |

| 21 de febrero de 2017, 15:00 | Oporto                                         | 3:0 (0:0) | Viitorul Constanța | Centro de Treinos e Formação Desportiva, Vila Nova de Gaia |                          |
|                              | - Abou 54' - Rui Pedro 69' - Madi Queta 90'+1' | Reporte   |                    | Árbitro(s): Kevin Clancy                                   | Árbitro(s): Kevin Clancy |

### Cuartos de final
| 8 de marzo de 2017, 16:00 | Real Madrid             | 2:1 (1:0) | Ajax       | Alfredo Di Stéfano, Madrid |                         |
|                           | - Gómez 5' - Martín 78' | Reporte   | - 66' Lang | Árbitro(s): Marco Guida    | Árbitro(s): Marco Guida |

| 7 de marzo de 2017, 14:00 | CSKA Moscú | 0:2 (0:1) | Benfica                                   | Stadium Oktyabr Artificial Turf, Moscú |                            |
|                           |            | Reporte   | - 16' Diogo Gonçalves - 47' (a.g.) Leonov | Árbitro(s): Aliyar Aghayev             | Árbitro(s): Aliyar Aghayev |

| 7 de marzo de 2017, 18:00 | Barcelona               | 2:1 (0:0) | Oporto            | Miniestadi, Barcelona      |                            |
|                           | - Ruiz 75' - Mboula 87' | Reporte   | - 62' Bruno Costa | Árbitro(s): Bart Vertenten | Árbitro(s): Bart Vertenten |

| 7 de marzo de 2017, 16:00 | Red Bull Salzburg     | 2:1 (0:0) | Atlético Madrid | Red Bull Arena, Salzburgo   |                             |
|                           | - Igor 48' - Wolf 61' | Reporte   | - 79' Navarro   | Árbitro(s): Bastian Dankert | Árbitro(s): Bastian Dankert |

### Semifinales
| 21 de abril de 2017, 13:00 | Barcelona    | 1:2 (1:0) | Red Bull Salzburg       | Centre Sportif de Colovray, Nyon |                              |
|                            | - Mboula 19' | Reporte   | - 63' Wolf - 84' Patson | Árbitro(s): Andris Treimanis     | Árbitro(s): Andris Treimanis |

| 21 de abril de 2017, 17:00 | Real Madrid                   | 2:4 (1:3) | Benfica                                      | Centre Sportif de Colovray, Nyon |                                |
|                            | - Dani Gómez 28' - Seoane 55' | Reporte   | - 5' 19' João Félix - 17' 90'+6' João Filipe | Árbitro(s): Bartosz Frankowski   | Árbitro(s): Bartosz Frankowski |

### Final
| 24 de abril de 2017, 17:00 | Benfica        | 1:2     | Red Bull Salzburg      | Centre Sportif de Colovray, Nyon |                           |
|                            | José Gomes 29' | Reporte | Daka 72' · Schmidt 76' | Árbitro(s): Ali Palabıyık        | Árbitro(s): Ali Palabıyık |

| Campeón de la Liga Juvenil 2016-17 |
| Bandera de Austria                 |
| F. C. Salzburg 1.er título         |